# Cyprideis shrewsburyensis
Cyprideis shrewsburyensis är en kräftdjursart som beskrevs av Kontrovitz och Friedrich August Georg Bitter 1976. Cyprideis shrewsburyensis ingår i släktet Cyprideis och familjen Cytherideidae. Inga underarter finns listade i Catalogue of Life.